# 588

## Události
- turecký král Šáva napadá perskou říši.

## Hlavy států
- Papež –  Pelagius II. (579–590)
- Byzantská říše –  Maurikios (582–602)
- Franská říše – Chlothar II. (584–629)
  - Orléans/Burgundsko – Guntram (561–592)
  - Mety – Childebert II. (575–595)
- Anglie
  - Wessex – Ceawlin (560–592)
  - Essex – Sledda (587–604)
- Perská říše – Hormizd IV. (579–590)